# Kanton Charleville-Mézières-2
Charleville-Mézières-2 is een kanton van het Franse departement Moselle. Het kanton maakt deel uit van het arrondissement Charleville-Mézières.
Het kanton is op 22 maart 2015 gevormd uit een deel van de gemeente Charleville-Mézières, de gemeenten Damouzy en Houldizy van het kanton Charleville-La Houillère, de gemeente Nouzonville van het gelijknamige kanton en de gemeenten Arreux en Sécheval van het kanton Renwez. De genoemde voormalige kantons werden op deze dag alle drie opgeheven.

## Gemeenten
Het kanton omvat de volgende gemeenten:
- Arreux
- Damouzy
- Houldizy
- Nouzonville
- Sécheval